# Isoetes martii
Isoetes martii là một loài dương xỉ trong họ Isoetaceae. Loài này được A. Braun mô tả khoa học đầu tiên.